# Gai Herenni (patró)
Gai Herenni (en llatí Caius Herennius) va ser un notable romà. Formava part de la gens Herènnia.
Era patró hereditari de la família dels Maris (Marii, la família de Gai Mari). Tenien les seves terres patrimonials probablement a Arpinium. Quan l'any 115 aC Gai Mari va ser acusat de suborn als comicis per l'elecció de pretor, Herenni va ser cridat com a testimoni, però va refusar testificar en contra del seu client.